# Järntriangel
En järntriangel är en samhällsstruktur, med samverkan mellan minst tre parter: något privat särintresse, en eller flera politiker, och en eller flera myndigheter.
Ett exempel på en järntriangel är det militärindustriella komplexet, där krigsmaterielindustrin, militären och det politiska etablissemanget stödjer varandras intressen.